# Taleh
Taleh (somali : Taleex, arabe : تلأ ح) est une ville ancienne de la Khatumo, dans la région de Sool. Elle fut le centre du  Dervish State.

## Personnalités liées à la ville
- Diiriye Guure, (1860?-1920), roi des Derviches, y est mort ;
- Abdisamad Ali Shire, ancien vice-président du Puntland
- Abdihakim Abdullahi Haji Omar, actuel vice-président du Puntland
- Saado Ali Warsame, chanteuse et femme politique